# Never Never
Never Never è un singolo del gruppo musicale statunitense Korn, pubblicato il 16 agosto 2013 come unico estratto dall'undicesimo album in studio The Paradigm Shift.
Si tratta del primo singolo pubblicato dal gruppo insieme al chitarrista Brian "Head" Welch, rientrato in formazione agli inizi del 2013 dopo averlo abbandonato nel 2005.

## Descrizione
Never Never è caratterizzata da beat lenti e pesanti uniti ad effetti elettronici stridenti. Il frontman Jonathan Davis, riguardo alla canzone, ha commentato:

## Video musicale
Dopo la pubblicazione di un lyric video avvenuto il 15 agosto, il gruppo ha pubblicato anche il videoclip del brano, diretto da Giovanni Bucci e uscito il 6 settembre.
Esso mostra i membri del gruppo eseguire la canzone sopra un orologio surreale, al cui centro sovrasta una figura femminile vestita di nero.

## Tracce
Testi e musiche dei Korn e Don Gilmore.
CD promozionale (Europa), download digitale
1. Never Never – 3:41

Download digitale – The Remixes
1. Never Never (Radio Version) – 3:36
2. Never Never (AWOLNATION Remix) – 3:26
3. Never Never (Daniel Damico Remix) – 3:26
4. Never Never (DevilSlug Remix) – 3:16
5. Never Never (Calvertron Remix) – 5:10
6. Never Never (Bro Safari x UFO! Remix) – 4:09

## Formazione
Gruppo
- Jonathan Davis – voce, tastiera, programmazione
- Brian "Head" Welch – chitarra
- James "Munky" Shaffer – chitarra
- Fieldy Arvizu – basso
- Ray Luzier – batteria

Altri musicisti
- Zaylien – tastiera, programmazione
- Sluggo – tastiera, programmazione

Produzione
- Don Gilmore – produzione, missaggio
- Mark Kiczula – ingegneria del suono
- Jasen Rauch – ingegneria del suono, programmazione
- Brad Blackwood – mastering agli Euphonics Masters

## Classifiche
| Classifica (2013)             | Posizione massima |
| ----------------------------- | ----------------- |
| Stati Uniti (alternative)     | 36                |
| Stati Uniti (mainstream rock) | 1                 |
| Stati Uniti (rock)            | 30                |
| Stati Uniti (rock airplay)    | 13                |
| Stati Uniti (rock digital)    | 48                |